# Числеу
Числеу (рум. Cislău) — село у повіті Бузеу в Румунії. Адміністративний центр комуни Числеу.
Село розташоване на відстані 92 км на північ від Бухареста, 36 км на захід від Бузеу, 130 км на захід від Галаца, 75 км на південний схід від Брашова.

## Населення
За даними перепису населення 2002 року у селі проживали 2305 осіб.
Національний склад населення села:
| Національність | Кількість осіб | Відсоток |
| -------------- | -------------- | -------- |
| румуни         | 2212           | 96,0%    |
| цигани         | 92             | 4,0%     |

Рідною мовою назвали:
| Мова      | Кількість осіб | Відсоток |
| --------- | -------------- | -------- |
| румунська | 2254           | 97,8%    |
| циганська | 51             | 2,2%     |